# La Chapelle, Savoie
La Chapelle là một xã thuộc tỉnh Savoie trong vùng Rhône-Alpes ở đông nam nước Pháp. Xã này nằm ở khu vực có độ cao từ 360-2200 mét trên mực nước biển.